# 山野目章夫
山野目 章夫（やまのめ あきお、1958年8月12日 - ）は、日本の法学者。専門は民法。早稲田大学大学院法務研究科教授。新司法試験考査委員（民法）。国土審議会委員、成年後見制度利用促進専門家会議委員、NHK受信料制度等検討委員会委員、日弁連法務研究財団理事などを歴任。福島県福島市出身。

## 略歴
- 福島県立福島高等学校卒業（29回）
- 1981年 東北大学法学部卒業、東北大学法学部助手（指導教授は鈴木禄彌）
- 1988年 亜細亜大学法学部専任講師
- 1993年 中央大学法学部助教授
- 2000年 早稲田大学法学部教授
- 2004年 早稲田大学大学院法務研究科教授
- 2004年 旧司法試験第二次試験考査委員（同年口述から2005年まで）
- 2006年 新司法試験考査委員（民法）

## 研究テーマ
- 不動産登記法
- 土地私法の思想的視座
- 市民社会における人の諸像と民法

## 在外研究
- エクス・マルセイユ第三大学客員教授（2003年3月、2006年3月）

## 著書
- 『土地法制の改革――土地の利用・管理・放棄』有斐閣,2022年,ISBN:978-4-641-13879-7
- 『不動産登記法』（商事法務、2009年）
- 『新担保・執行法講座〈第4巻〉動産担保・債権担保等、法定担保権』共著（民事法研究会、2009年）
- 『物権法 第4版』（日本評論社、2009年）
- 『要件事実論30講 第2版』共著（弘文堂、2009年）
- 『不動産登記法入門』（日本経済新聞出版社、2008年）
- 『民法／総則・物権 第4版』（有斐閣、2007年）
- 『ブリッジブック先端民法入門【第2版】4』編著（信山社、2006年）
- 『論点講義シリーズ3 民法総則 第4版』共著（弘文堂、2006年）
- 『表現の自由とプライバシー―憲法・民法・訴訟実務の総合的研究』共著（日本評論社、2006年）
- 『境界紛争解決制度の解説―筆界特定・ADRのポイント』共著（新日本法規出版、2006年）
- 『初歩からはじめる物権法 第5版』（日本評論社、2007年）
- 『実務論点集 新不動産登記法』編共著（金融財政事情研究会、2005年）
- 『リーガル・リサーチ第2版』共著（日本評論社、2005年）
- 『要件事実論と民法学との対話』共著（商事法務、2005年）
- 『ケースではじめる民法 補正版』編著（弘文堂、2005年）
- 『新・民法学〈2〉物権法 第2版』共著（成文堂、2004年）
- 『マンション法』共著（有斐閣、2003年）
- 『民法総則 第3版』共著（弘文堂、2002年）
- 『新判例マニュアル 民法2物権』（三省堂、2002年）
- 『今日の家族をめぐる日仏の法的諸問題』編著（中央大学出版部、2000年）
- 『建物区分所有の構造と動態―被災マンションの復興』（日本評論社、1999年）
- 『定期借地権論－定期借地制度の創設と展開』（一粒社、1997年）
- 『新・民法学〈2〉物権法』共著（一粒社、1994年）
- 『要論債権総論』共著（青林書院、1993年）

【概論シリーズ】
- 『民法概論1 民法総則』単著（有斐閣、第2版、2022年）
- 『民法概論2 物権法』単著（有斐閣、2022年）
- 『民法概論4 債権各論』単著(有斐閣、2018年）
- 『不動産登記法概論-登記先例のプロムナード』単著（有斐閣、2013年）

「国立国会図書館サーチ」を参照

## 所属学会
- 日本私法学会
- 日仏法学会
- 比較法学会
- 日本土地法学会
- 金融法学会